# Cloeon dipterum
Одноденка двокрила (Cloeon dipterum) — вид одноденок родини баетид (Baetidae).

## Опис
Тіло самця забарвлене в чорний. Черевце самиці з темно-червоними лініями і смужками, хвостові нитки з білими колечками. Пара крил лише одна. Тіло завдовжки 8-10 мм.

## Поширення та спосіб життя
В Україні поширена на Поліссі та в Лісостепу. Літає з травня по вересень. Личинка живе у повільно текучих водах, також болотах і ставках.

## Галерея
|  |
|  |

|  |
|  |

|  |
|  |

|  |
|  |

|  |
|  |

|  |
|  |

|  |
|  |

|  |
|  |

|  |
|  |